# Nicetas de Medikion
Nicetas de Medikion (en griego: Νικήτας Μηδικίου) o Nicetas el Confesor (Νικήτας ο ομολογητής), fue un monje que se opuso a la iconoclasia bizantina, se conmemora el 3 de abril.

## Vida
Nicetas nació en Cesarea de Bitinia de una familia piadosa. Su madre murió ocho días después de su nacimiento y su padre Filaretos se convirtió en monje.  El niño fue criado por su abuela.  Nicetas asistió a la iglesia desde su juventud y fue discípulo del ermitaño Esteban..
A una edad relativamente joven, Nicetas se unió al monasterio de Medikion (μονή Μηδικίου) donde Nicéforo era el hegumeno (similar al abad).  En 790, después de siete años en el monasterio, Nicetas fue ordenado presbítero. Cuando Nicéforo se enfermó, confió a Nicetas la dirección del monasterio, y cuando Nicéforo murió, Nicetas fue elegido hegumeno por los monjes.  Su piedad atrajo a muchos otros a unirse y seguirlo en el monasterio.
Dos veces fue encarcelado por oponerse a la herejía de la iconoclasia. Según los "Synaxars" rusos y serbios, su valiente oposición a los iconoclastas resultó en su exilio, a principios del siglo IX, durante el reinado de León V el armenio en Bizancio. Tras la muerte del emperador León, Nicetas fue liberado, pero en lugar de regresar a Medikion, se retiró a una vida austera en un monasterio cerca de Constantinopla, donde murió en 824. Sus restos fueron devueltos al monasterio de Medikion.
En su Canon, escrito por el hieromonje Constantinopolitano, José el Himnógrafo, la vida de San Nicetas fue descrita como ascética, agradable a Dios y llena de caridad. Se le menciona como un trabajador de las maravillas, con el don de curar.
Se han encontrado referencias a San Nicetas en manuscritos antiguos provenientes del Patriarcado Griego Ortodoxo de Jerusalén, y en el menaion de los Patriarcados Ortodoxos de Serbia y Rusia. Se le dedicó una iglesia, construida por primera vez en el siglo XVIII, en la isla griega de Lefkas.